# Milbertshofen
Milbertshofen - stacja metra w Monachium, na linii U2. Stacja została otwarta 20 listopada 1993.